# Antoniuskapelle (Herchen)

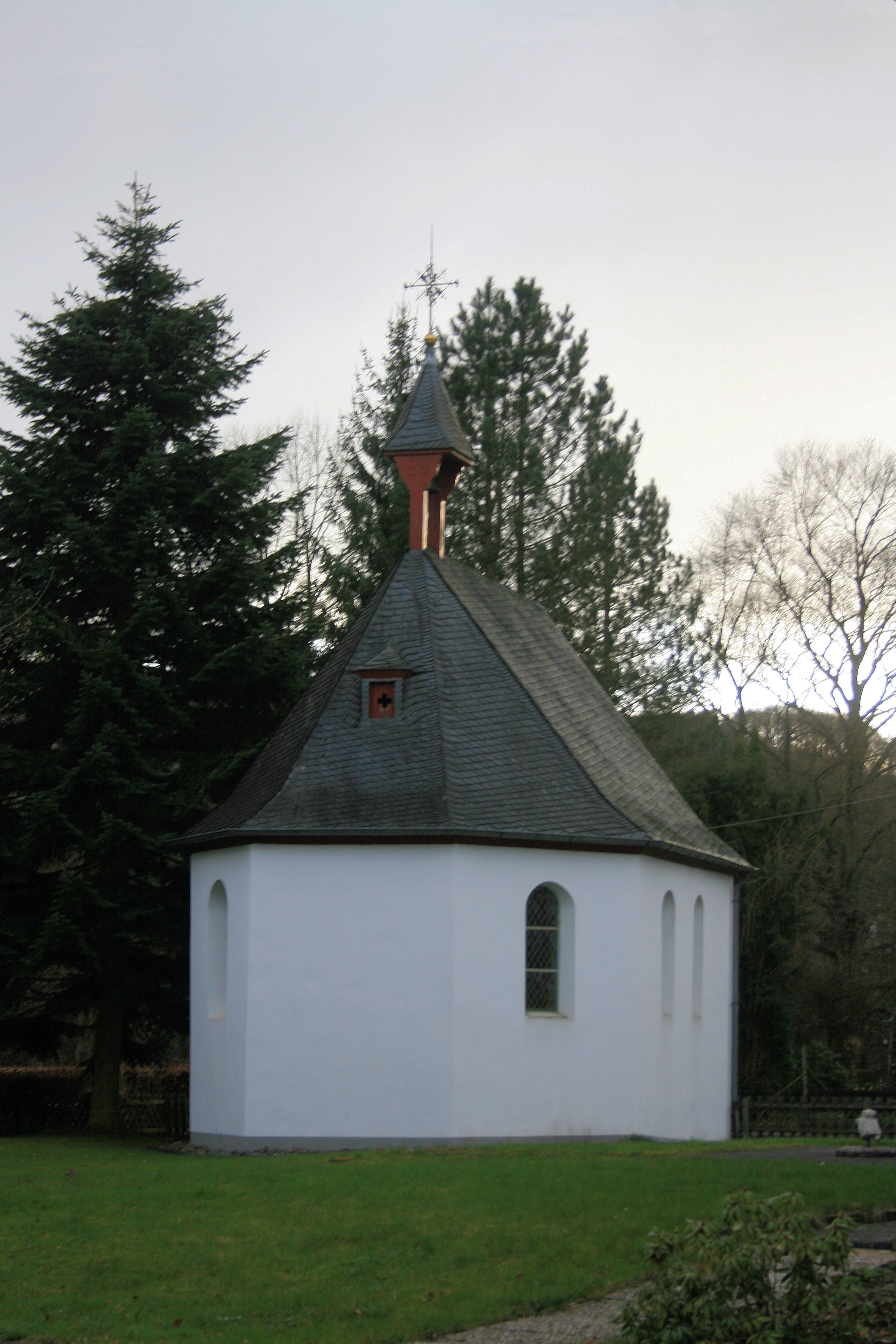
Die Antoniuskapelle

Die Antoniuskapelle ist eine Kapelle in Herchen, einem Ortsteil der Gemeinde Windeck im Rhein-Sieg-Kreis in Nordrhein-Westfalen. Sie wurde 1702 erbaut.

## Geschichte
Errichtet wurde die Kapelle 1702 von Anna Margaretha von der Hoven genannt Pampus, der Äbtissin des Klosters Merten, wie eine Inschrift im Türsturz verrät. Sie nutzte dafür den Grund, auf dem bis 1581 das Kloster Herchen stand. Die Kapelle wurde nur gelegentlich für Gottesdienste genutzt. Die Kapelle ist nicht nur dem Pestheiligen Antonius von Padua gewidmet, sondern auch dem heiligen Nikolaus von Myra.

## Gebäude
Die Kapelle besteht aus einem verputzen Bruchsteinbau mit dreiseitigem Chorabschluss. Beidseitig befinden sich drei Fenster mit einfachem Buntglas in Rautenmuster. Das Dach ist verschiefert und mit einem offenen Dachreiter für die Glocke versehen. Die Eingangstüre ist nicht mittig der Front, sondern versetzt, wodurch die Kirchenbänke asymmetrisch verteilt sind. In der Chorapsis steht ein Altar mit barockem Aufbau und einer Statue des heiligen Antonius.

## Denkmalschutz
Die Kapelle ist unter der Nr. A 32 in die Liste der Baudenkmäler in Windeck eingetragen.